# Solea senegalensis
La sogliola atlantica (Solea senegalensis Kaup 1858), conosciuta anche come sogliola del Senegal, è un pesce di mare della famiglia Soleidae, molto simile alla sogliola comune.

## Distribuzione e habitat
Oceano Atlantico orientale tra il golfo di Guascogna e l'Africa centrale e si conoscono reperti dal mar Mediterraneo occidentale.

È costiera ma è stata pescata anche a 100 metri di profondità. È comune nei pressi di foci.

## Descrizione
Si distingue dalla sogliola comune grazie ai seguenti caratteri:
- il corpo è disseminato di punti azzurri come nella sogliola egiziana;
- la pinna caudale non ha bordo scuro;
- le pinne pettorali sono scure con raggi bianchi;
- il colore è di solito più giallastro.

Raggiunge i 60 cm di lunghezza.

## Biologia
Del tutto simile a quelle della sogliola.